# Wijken en buurten in Zutphen
De Nederlandse gemeente Zutphen is voor statistische doeleinden onderverdeeld in wijken en buurten. De gemeente is verdeeld in de volgende statistische wijken:
- Wijk 00 Centrum - De Hoven (CBS-wijkcode:030100)
- Wijk 01 Waterkwartier (CBS-wijkcode:030101)
- Wijk 02 Noordveen (CBS-wijkcode:030102)
- Wijk 03 Zuidwijken (CBS-wijkcode:030103)
- Wijk 04 Leesten (CBS-wijkcode:030104)
- Wijk 05 Warnsveld (CBS-wijkcode:030105)

Een statistische wijk kan bestaan uit meerdere buurten. Onderstaande tabel geeft de buurtindeling met kentallen volgens het Centraal Bureau voor de Statistiek (2008):
| CBS-buurtcode | Buurtnaam                    | Inwonertal | Opp. totaal (ha) | Opp. land (ha) | Ligging                |
| ------------- | ---------------------------- | ---------- | ---------------- | -------------- | ---------------------- |
| BU03010000    | Stadskern                    | 2170       | 59               | 51             | Locatie in de gemeente |
| BU03010001    | Laarstraat en omgeving       | 1590       | 29               | 28             | Locatie in de gemeente |
| BU03010002    | Marswegkwartier              | 560        | 313              | 270            | Locatie in de gemeente |
| BU03010003    | Nieuwstad en Coehoornsingel  | 1180       | 41               | 36             | Locatie in de gemeente |
| BU03010004    | De Hoven                     | 2580       | 503              | 459            | Locatie in de gemeente |
| BU03010100    | Vijver en omgeving           | 1060       | 50               | 40             | Locatie in de gemeente |
| BU03010101    | Zeeheldenbuurt               | 1200       | 30               | 30             | Locatie in de gemeente |
| BU03010102    | Helbergen                    | 1730       | 32               | 29             | Locatie in de gemeente |
| BU03010103    | Warnsveldsewegkwartier-Zuid  | 1460       | 32               | 31             | Locatie in de gemeente |
| BU03010104    | Warnsveldsewegkwartier-Noord | 1830       | 51               | 48             | Locatie in de gemeente |
| BU03010105    | Staatsliedenbuurt            | 1250       | 32               | 31             | Locatie in de gemeente |
| BU03010106    | Pagemate en omgeving         | 1230       | 20               | 20             | Locatie in de gemeente |
| BU03010200    | Helleraetplein en omgeving   | 990        | 20               | 19             | Locatie in de gemeente |
| BU03010201    | Weg naar Laren en omgeving   | 1060       | 17               | 16             | Locatie in de gemeente |
| BU03010202    | Deventerweg en Polbeek       | 1390       | 134              | 128            | Locatie in de gemeente |
| BU03010203    | Voorsteralleekwartier        | 1180       | 123              | 123            | Locatie in de gemeente |
| BU03010300    | Moesmate en Tichelkuilen     | 1260       | 35               | 35             | Locatie in de gemeente |
| BU03010301    | Zwanevlot en De Brink        | 1310       | 24               | 23             | Locatie in de gemeente |
| BU03010302    | Braamkamp                    | 1460       | 25               | 25             | Locatie in de gemeente |
| BU03010303    | Stokebrand en Bagijnenland   | 1930       | 255              | 211            | Locatie in de gemeente |
| BU03010304    | Waarden en weerdslag         | 1350       | 47               | 43             | Locatie in de gemeente |
| BU03010400    | Ooyerhoek                    | 2440       | 53               | 52             | Locatie in de gemeente |
| BU03010401    | De Enk                       | 3100       | 48               | 46             | Locatie in de gemeente |
| BU03010402    | Eme en Broek                 | 1800       | 36               | 35             | Locatie in de gemeente |
| BU03010403    | Looërenk en Woud             | 280        | 67               | 66             | Locatie in de gemeente |
| BU03010409    | Verspreide huizen Leesten    | 410        | 659              | 658            | Locatie in de gemeente |
| BU03010500    | Dorp Warnsveld               | 3880       | 155              | 152            | Locatie in de gemeente |
| BU03010501    | Welgelegen                   | 720        | 34               | 33             | Locatie in de gemeente |
| BU03010502    | Scheperkamp                  | 2470       | 38               | 38             | Locatie in de gemeente |
| BU03010503    | Overkamp                     | 1200       | 28               | 28             | Locatie in de gemeente |
| BU03010509    | Warken                       | 680        | 1296             | 1290           | Locatie in de gemeente |